# Dintheria
Dintheria is een geslacht  van rondwormen uit de familie van de Bastianiidae. De wetenschappelijke naam van dit geslacht is voor het eerst geldig gepubliceerd in 1921 door Johannes Govertus de Man.
Dintheria is een monotypisch geslacht met als enige soort de eveneens door de Man beschreven, vrij (niet-parasitair) levende soort Dintheria tenuissima.